# Кръвна картина
Кръвната картина, позната и като пълна кръвна картина (на английски: complete blood count – CBC), е медицинско in-vitro (на латински: in vitro – „в стъкло“) изследване, имащо за цел установяване на редица хематологични показатели на кръвта, като хемоглобин, хематокрит, броя и вида на белите и червени кръвни клетки, и други показатели.

## История
В миналото това изследване е правено чрез броене на видовете клетки, наблюдавани през микроскоп на кръвна намазка на предметно стъкло, и фотометрично изследване на концентрацията на хемоглобин. Кръвната картина вече е рутинно изследване, което се извършва с автоматични апарати, наречени хематологични броячи или анализатори на кръвни клетки.

## Проба за изследване
Необходимата за изследването проба е кръв, обикновено взета от вена в епруветка с антикоагулант (EDTA, цитрат), предотвратяващ съсирването. Възможно е необходимата кръв да се вземе и от пръст (капилярна кръв) в лабораторна шушулка, а при новородени или съвсем малки деца – от петата. Кръвта следва да се изследва в близките часове, тъй като при продължителен престой, кръвните клетки променят своя обем, което затруднява и компрометира изследването, особено когато то се извършва чрез автоматичен хематологичен брояч.

## Параметри на кръвната картина
- WBC – левкоцити;
- LY% – лимфоцити в %;
- MO% – моноцити в %;
- EOS% – еозинофили в %;
- BASO% – базофили в %;
- NEU% – неутрофили в %;
- LY# – лимфоцити – абсолютен брой;
- MO# – моноцити – абсолютен брой;
- EOS# – еозинофили – абсолютен брой;
- BASO# – базофили – абсолютен брой;
- NEU# – неутрофили – абсолютен брой;
- RBC – еритроцити – абсолютен брой;
- Hgb – хемоглобин;
- Hct – хематокрит;
- MCV – среден обем на еритроцита;
- MCH – средно хемоглобиново съдържание в еритроцита;
- MCHC – средно хемоглобинова концентрация в еритроцита;
- RDW – девиация на еритрозитното разпределение;
- Plt – тромбоцити;
- MPV – среден обем на тромбоцита;
- Pct – прокалцитонин;
- PDW – ширина на тромбоцитното разпределение.